# 瓶花木属
瓶花木属（学名：Scyphiphora）是茜草科下的一个属，为灌木至小乔木植物。该属仅有瓶花木（Scyphiphora hydrophyllacea）一种，分布于印度至加罗林群岛。
它是一種約3 米（10 ft）的灌木，通常在紅樹林或沙灘中發現。